# Jiří Wiedermann
Jiří Wiedermann (* 28. února 1948 Ostrava) je český matematik a informatik.
V mládí absolvoval Přírodovědeckou fakultu Univerzity Komenského v Bratislavě. Informatice a umělé inteligenci se věnuje od začátku své vědecké kariéry v 70. letech 20. století. Působil jako ředitel Ústavu informatiky Akademie věd České republiky, v současné době je zástupce ředitele pro vědu. V Ústavu informatiky  se zabývá nestandardními modely výpočetních systémů. Působí také na Matematicko-fyzikální fakultě Univerzity Karlovy. Je řádným členem Učené společnosti České republiky a Academia Europaea.